# Теорема Лагранжа (теория чисел)
В теории чисел теорема Лагранжа — это утверждение, названное в честь Жозефа-Луи Лагранжа, о том, при каких условиях значение многочлена с целочисленными коэффициентами может быть кратным фиксированному простому числу.

## Формулировка
| Если {\displaystyle p} — простое число, {\displaystyle f(x)} — многочлен степени {\displaystyle n} с целочисленными коэффициентами, то: - либо все коэффициенты {\displaystyle f(x)} кратны {\displaystyle p;} - либо сравнение {\displaystyle f(x)\equiv 0{\pmod {p}}} имеет не более {\displaystyle n} решений. |

## Замечания
- Если все коэффициенты {\displaystyle f(x)} кратны {\displaystyle p,} то любое значение {\displaystyle x} является решением приведённого сравнения.
- Простота модуля {\displaystyle p} существенна, для составного модуля теорема, вообще говоря, неверна. Например, сравнение: {\displaystyle x^{2}-1\equiv 0{\pmod {8}}} имеет 4 решения[2]: {\displaystyle x\equiv 1;3;5;7{\pmod {8}}.}

## Доказательство теоремы Лагранжа
Пусть {\displaystyle g(x)} — многочлен над кольцом {\displaystyle \mathbb {Z} /p}, полученный из {\displaystyle f(x)} заменой каждого коэффициента соответствующим классом вычетов по модулю {\displaystyle p.}
Лемма 1. {\displaystyle f(a)} делится на {\displaystyle p} тогда и только тогда, когда {\displaystyle g(a)=0.} Доказательство. Если {\displaystyle f(a)} делится на {\displaystyle p,} то и {\displaystyle g(a)}, по построению, попадает в тот же класс вычетов, что и {\displaystyle p,} то есть в нулевой класс. И обратно, если {\displaystyle g(a)=0,} то вычисление {\displaystyle f(a)} даёт результат из класса вычетов, содержащего {\displaystyle p,} то есть делится на {\displaystyle p.} ■
Лемма 2.  У многочлена {\displaystyle g(x),} если он не нулевой многочлен, не может быть более {\displaystyle n} корней.
Доказательство. Поскольку {\displaystyle p} — простое число, {\displaystyle \mathbb {Z} /p} является полем, а ненулевой многочлен степени {\displaystyle n} в любом поле имеет не более {\displaystyle n} корней, потому что каждый корень {\displaystyle r} добавляет в разложение многочлена одночлен {\displaystyle (x-r).} ■
Доказательство теоремы. Если {\displaystyle g(x)} — нулевой многочлен, то это, согласно его построению, означает, что все коэффициенты {\displaystyle f(x)} кратны {\displaystyle p.} В противном случае из первой леммы следует, что число несравнимых по модулю {\displaystyle n} решений уравнения {\displaystyle f(x)\equiv 0{\pmod {p}}} совпадает с число корней многочлена {\displaystyle g(x).} которое, по второй лемме, не превышает {\displaystyle n.} ■

## Вариации и обобщения
Теорема Лагранжа справедлива не только для многочленов над кольцом целых чисел {\displaystyle \mathbb {Z} ,} но для многочленов над любой другой областью целостности.